# Irîna Venediktova
Irîna Valentînivna Venediktova (n. 21 septembrie 1978, Harkov, RSS Ucraineană, URSS) este o juristă și om de stat ucrainean, Procurorul general al Ucrainei între 17 martie 2020 și 17 iulie 2022.
Este doctor în drept, profesor, fost șef al Departamentului de Discipline de Drept Civil al Universității din Harkiv.
A fost deputat din partea partidului „Slujitorul poporului” în legislatura a IX-a a Radei Supreme (între 29 august 2019 și 14 ianuarie 2020). A făcut parte din echipa președintelui Volodîmîr Zelenski ca expert în reforma sistemului judiciar. A fost director interimar al Biroului de Stat pentru Investigații (27 decembrie 2019 - 17 martie 2020).

## Biografie
Venediktova s-a născut la Harkiv într-o familie de juriști. A absolvit Universitatea Națională de Afaceri Interne din Harkiv. A fost membră a Comitetului științifico-consultativ al Curții Supreme și a Curții internaționale de arbitraj în comerț de pe lângă Camera de Comerț și Industrie a Ucrainei. Anterior, a fost consilieră pe probleme juridice la mai multe companii private.
A fost membră a redacției revistelor «Приватне право» („Drept privat”) și «Медичне право» („Drept medical”), vicepreședinte al Fundației de drept medical și bioetică din Ucraina, președinte al Consiliului academic specializat al Facultății de Drept al Universității din Harkiv, cât și judecătoare la Curtea de arbitraj în medicină.
Este specializată în constituționalism, dezvoltarea societății civile, drept privat și drept internațional.
În 2015 și 2017 a candidat la funcția de judecător în Curtea Civilă de Casație din cadrul Curții Supreme. Candidatura sa a fost respinsă din cauza notei insufuciente primite la examenul de angajare.

## Politică
A fost deputat din partea partidului „Slujitorul poporului” în legislatura a IX-a a Radei Supreme (între 29 august 2019 și 14 ianuarie 2020), candidând pe poziția a treia a listei electorale. Nu este membră a niciunui partid. A fost membră a Comisiei de reformă juridică începând cu 7 august 2019. În aceeași perioadă, candida pentru funcția de președinte al Comisiei pentru politică juridică și justiție din Rada Supremă. A fost consilier pe reforme juridice și judiciare a președintelui Zelenski.
La 27 decembrie, prin decretul președintelui Ucrainei, a fost numită director interimar al Biroului de Stat pentru Investigații, în locul lui Roman Truba. În ianuarie 2020, Venediktova și-a depus mandatul de deputat, cererea fiindu-i acceptată la 14 ianuarie. A devenit membră a Consuliului de Securitate Națională și Apărare a Ucrainei la 13 martie 2020.
La 17 martie 2020, Rada Supremă a aprobat cererea lui Zelenski de numire a Irinei Venediktova în funcția de procuror general al Ucrainei, fotoliul fiind deținut anterior de Viktor Ciumak. A fost demisă din funcție de Zelenski la 17 iulie 2022.

## Controverse
La 20 ianuarie 2020, Venedikova l-a numit pe Oleksandr Babikov în funcția de director adjunct al Biroului de Stat pentru Investigații. Babikov este fostul avocat al ex-președintelui Ianukovici. Această decizie a fost criticată de o parte a societății ucrainene, o serie de organizații neguvernamentale înaintând petiții către președinte și șeful Biroului să nu permită numirea lui Babikov în funcția respectivă.

## Viață personală
Este căsătorită cu Denîs Kolesnîk, funcționar al departamentului de poliție cibernetică din Harkiv. Cuplul are o fiică Adelina și un fiu Danîl.